# Бельгард, Владимир Карлович
Влади́мир Ка́рлович Бельга́рд (1 (13) июля 1863 — 18 августа 1914) — русский генерал-лейтенант, герой Первой мировой войны.

## Биография
Родился в Санкт-Петербурге в дворянской семье генерал-лейтенанта Карла Александровича Бельгарда. Был крещён с именем Карл 28 августа в римско-католической церкви Св. Екатерины. Спустя 6 лет, 7 апреля 1869 года в дрезденской Входоиерусалимской церкви состоялся акт присоединения к православию всех четырёх детей Карла Александровича Бельгарда от второго брака; Карл Карлович получил православное имя Владимир.
В 1871 году он стал приходящим учеником 1-й Санкт-Петербургской мужской гимназии; в 1876 году поступил в Пажеский корпус, который в 1883 году окончил по 1-му разряду и был выпущен корнетом гвардии в Конный лейб-гвардии полк. В марте 1885 года был переведён поручиком армии в 33-й драгунский Изюмский полк.
Последующее продвижение в чинах: штабс-ротмистр (26.02.1887), ротмистр (2.02.1891), подполковник (26.02.1896), полковник (за отличие, 9.01.1902), генерал-майор (за отличие, 3.10.1907), генерал-лейтенант (за отличие, 1913).
Окончил Николаевскую академию Генерального штаба (не позднее 1892) по 2-му разряду и Офицерскую кавалерийскую школу.

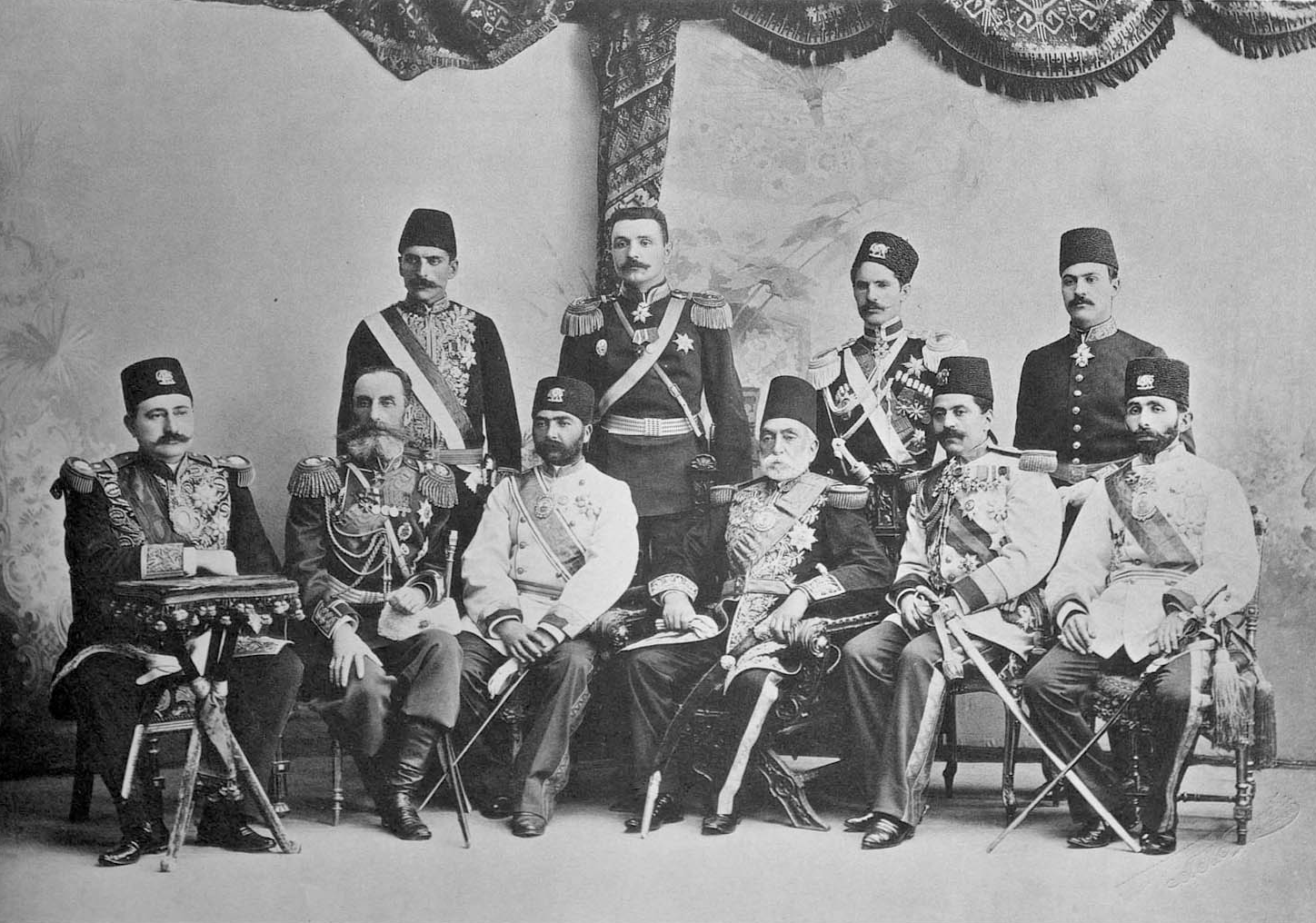
Полковник В. К. Бельгард среди свиты Персии во главе наследником Каджарской династии Аббас Мирза во время коронации Николая II и Александры Фёдоровны

Командовал эскадроном Изюмского полка (1891—1893), Персидской казачьей бригадой (1893—1894); с 18 мая 1894 года заведовал обучением персидской кавалерии. Во время службы в Персии Бельгард предоставил сведения о персидской армии (дислокация, обозначение списочного и наличного числа чинов каждой части и имен командиров частей, количество и род орудий и вооружений в целом), составил карту Персии, сделал 33 маршрутных описания и личных рекогносцировок, составил 20 работ по текущей военной агентуре (18 рапортов и две подробные записки о состоянии дел в стране) и получил благодарность за свою работу.
Затем он служил в 26-м драгунском Бугском полку, 33-м драгунском Изюмском полку, помощником командира по строевой части в 26-м драгунском Бугском полку.
Командовал 54-м драгунским Новомиргородским полком (1903—1907), 1-й бригадой 14-й кавалерийской дивизии (3.10.1907—21.05.1912).
21 мая 1912 года В. К. Бельгард был назначен начальником 3-й кавалерийской дивизии. В 1913 году произведен в генерал-лейтенанты.
С началом Первой мировой войны 3-я кавалерийская дивизия вошла в состав Сводного кавалерийского корпуса генерал-лейтенанта Гусейн Хана Нахичеванского.  Участвовала в походе в Восточную Пруссию. В. К. Бельгардт командовал группой в составе 2-й и 3-й кавалерийских дивизий. Генерал погиб в бою у Вормдитта (ныне Орнета, Польша).
Высочайшим приказом от 5 января 1915 года был награждён орденом Святого Георгия 4-й степени (посмертно).

## Награды
- Орден Святого Станислава 3-й ст. (1891);
- Орден Святой Анны 3-й ст. (1902);
- Орден Святой Анны 2-й ст. (1905);
- Орден Святого Владимира 3-й ст. (1911);
- Орден Святого Георгия 4-й ст. (ВП 5.01.1915).

Иностранные:
- персидский Орден Льва и Солнца 2-й ст. (1895);
- бухарский Орден Золотой звезды 2-й ст. (1896);
- китайский Орден Двойного Дракона 1-го кл. (1897).